# Biotechnologie

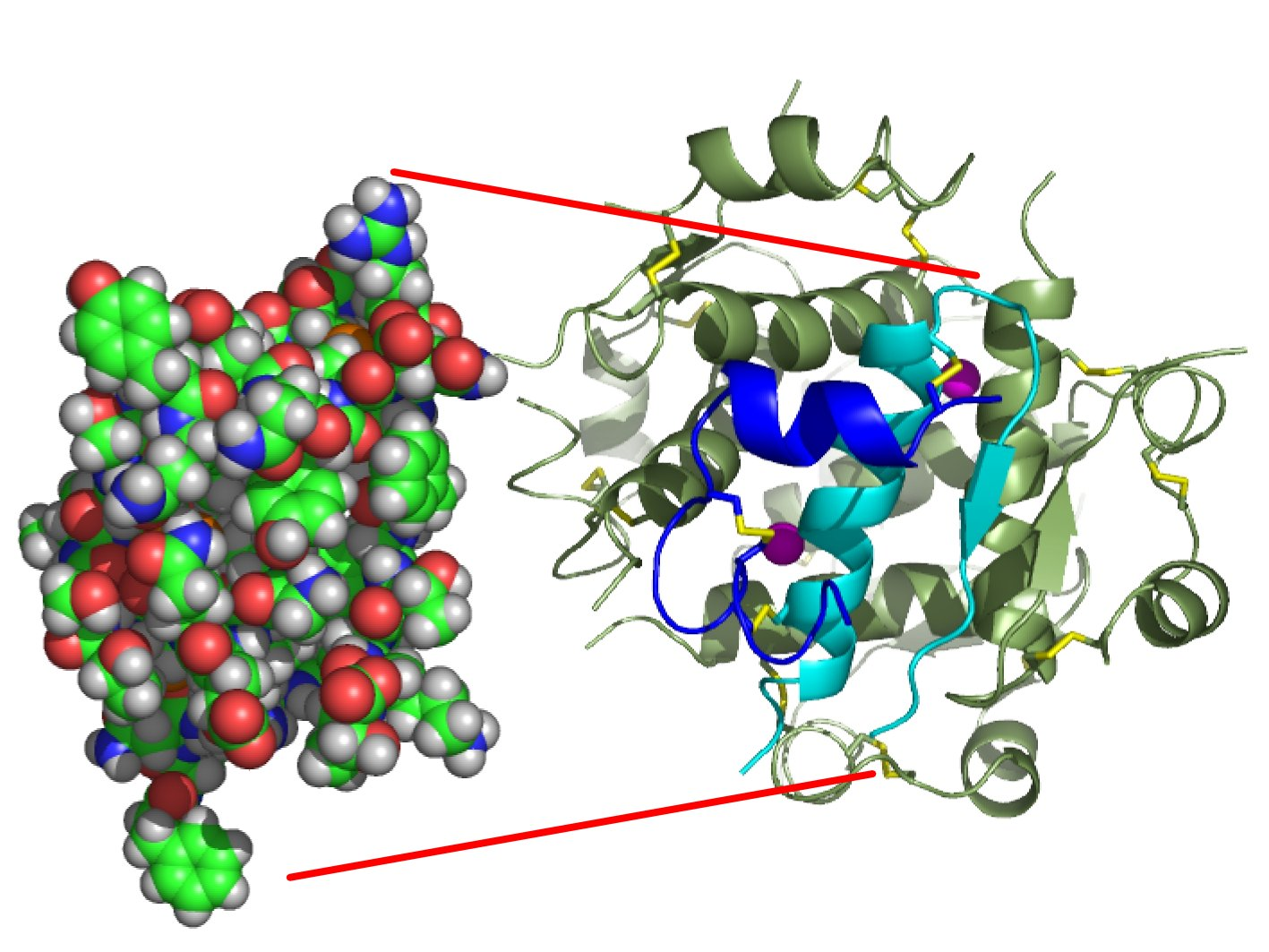
Struktura inzulinu

Biotechnologie jsou technologie založené na využívání poznatků z biologie, využívá se v zemědělství, potravinářství a medicíně. Jedná se především o využívání nižších organizmů.
Existuje mnoho definic z nichž nejvýstižnější se zdá tato formulovaná Organizací spojených národů v Úmluvě o biologické rozmanitosti:
„Biotechnologie znamená jakoukoli technologii, která využívá biologických systémů, živých organismů nebo z nich odvozených biologických systémů k produkci nebo modifikaci výrobků či procesů pro specifické použití“
Jedna ze sekcí biotechnologie se zabývá produkcí potravin (pivo, mléčné produkty, kvasnice…). Některé přírodní bakterie se také využívají k těžbě tzv. biologickým loužením (bioleaching), k tomu se využívají také rostliny - tzv. fytodobývání (fytomining).
Dále se biotechnologie uplatňuje při úpravě odpadů a organických materiálů (např. kompostování, anaerobní digesce, mechanicko-biologická úprava). Také se používá k remediaci znečištěné zeminy (bioremediace).
Široké uplatnění nalézá také v medicíně např. při výrobě antibiotik (penicilinu), některých aminokyselin apod.
Intenzivně se rozvíjejícím odvětvím biotechnologie jsou genetické manipulace. Při genetické manipulaci se do jednoho organizmu cíleně vnáší určitý gen či geny jiného organizmu. Takto geneticky modifikované organismy (GMO) se dnes ve velké míře využívají v medicíně (výroba insulinu a dalších hormonů), potravinářství (například rekombinantní chymosin pro výrobu sýrů) nebo v zemědělství (odrůdy kukuřice a bavlny odolné k hmyzu, sója odolná k herbicidům).

## Dělení biotechnologií
Biotechnologické disciplíny lze dále klasifikovat podle různých kategorií. Poměrně běžná je klasifikace na základě oblasti, ve které je použit výsledný biotechnologický produkt.
Rozlišuje se tak:
Červená biotechnologiebiotechnologie využívaná v lékařství a farmacii. Příkladem mohou být uvedené bakterie produkující antibiotika nebo lidský insulin či rekombinantní adenoviry používané v genové terapii.
Bílá biotechnologie (často rovněž šedá)biotechnologie aplikovaná při průmyslové výrobě chemických látek. Výhodou použití živých organismů nebo enzymů v průmyslové výrobě je většinou lepší ekonomie výroby a prospěch pro životní prostředí v podobě menšího množství odpadu.
Zelená biotechnologiebiotechnologie používaná v zemědělství. Příkladem mohou být bakteriální kmeny používané ke kompostování nebo uvedené transgenní plodiny.
Rostlinné explantáty